# Corée sous les Yuan

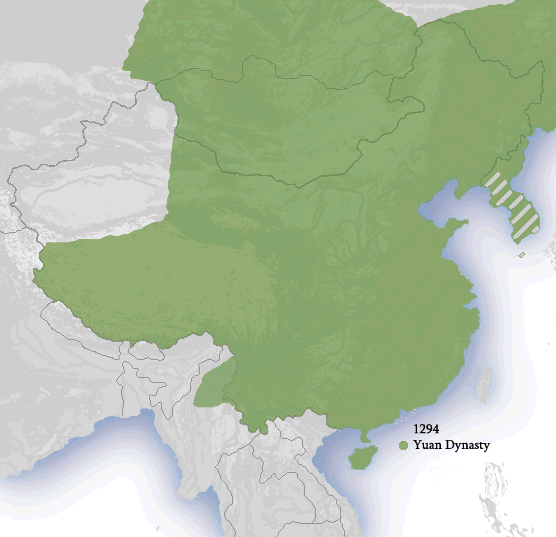
Le royaume de Koryo et l'empire Yuan en 1294

La Corée sous les Yuan traite de la domination de la péninsule coréenne par  l'empire Mongol (appelé dynastie Yuan à partir de 1270) entre 1231 et 1356 au bout de 30 ans de résistance. À la suite des invasions mongoles de la Corée et de la capitulation de la dynastie coréenne de Goryeo au XIIIe siècle, le royaume est devenu un vassal de l'empire et un de leurs alliés par obligation pendant plus de 100 ans. La dynastie de Goryeo (Koryo) a pu rester au pouvoir mais des membres de la famille royale ont été emmenés en Mongolie, y ont grandi et ont généralement épousé des membres de la maison impériale des Yuan. En conséquence, les princes qui sont devenus rois de Koryo étaient effectivement des gendres impériaux, à commencer par Chungnyol qui épouse une des filles de Kubilai Khan en 1274. La mainmise Yuan s'est desserrée dans les années 1350 lorsque la puissance de la dynastie a commencé à s'effriter dans son ensemble et que le roi Kongmin de Koryo a entrepris de repousser les garnisons mongoles à l'occasion de la révolte des Turbans rouges en Chine.

## Histoire

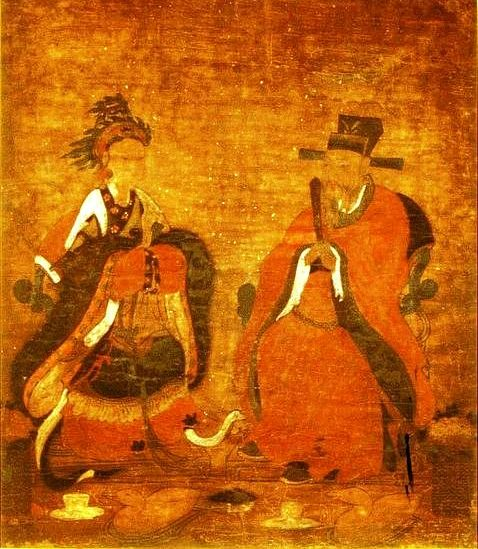
Le roi Kongmin et la reine Noguk, d'origine mongole

La première relation de subordination aux Mongols se met en place à l'issue d'une lutte menée contre des Khitans venus se réfugier en Corée en 1217 après s'être révoltés contre les Mongols. Comme les Coréens ne sont pas parvenus à les contrôler, les Mongols s'en chargent en 1219 et réclament dès lors un tribut annuel. Cette situation dure jusqu'en 1225, année où l'ambassadeur Chu-ku-yü venu percevoir le tribut fut assassiné sur le Yalou et que la commission d'enquête fut chassée.
Ce n'est qu'à partir de 1231 que l'empire Mongol a lancé une série d'invasions contre la Corée en représailles. Elles sont d'abord d'une envergure relativement faible car la Corée n'est pas une priorité et que l'objectif est surtout de garantir des relations de vassalité. En tout, il y a eu six grandes campagnes des mongols contre la Corée : 1231, 1232, 1235, 1238, 1247 et 1253. 
Dès 1232, le roi doit se réfugier sur l'ile de Kanghwa tout en essayant d'organiser la résistance tandis qu'un général représente l'empereur mongol dans la capitale à Kaesong. En effet, l'armée coréenne n'est pas en mesure de lutter contre la cavalerie mongole sur terre mais elle profite de sa meilleure maîtrise des mers. C'est au cours de cette invasion que la première série du Tripitaka Koreana a été détruite par le feu. À partir de 1235, des garnisons permanentes sont imposées.
De 1253 à 1258, les Mongols de Möngke Khan emmenés par le général Jalairtai Qorchi ont lancé quatre invasions dévastatrices et ont fini par remporter la victoire au prix de la vie d'un grand nombre de civils (200 000 coréens meurent). Ils ont annexé à leur empire le Nord de la péninsule qui a dès lors formé les commanderies de Ssangsong (雙城摠管府) et Dongnyong (東寧府). En mars 1258, l'assassinat de Ch'oe Ŭi qui était alors le vrai détenteur du pouvoir à cette époque du régime militaire de Koryo (1170-1270) permet à une faction d'érudits favorables à la paix avec la Mongolie d'arriver au pouvoir, ce qui aboutit à la signature d'un traité de paix et à la reconnaissance de la vassalité envers l'empire Mongol. Certains officiers militaires refusèrent de se rendre et continuèrent la résistance dans les iles de la côte sud de la péninsule, un épisode connu sous le nom de rébellion des Sambyolcho qui prit fin en 1273. En 1274 et 1281, les forces navales et l'infanterie coréennes participent pour une large part aux tentatives d'invasions mongoles du Japon.

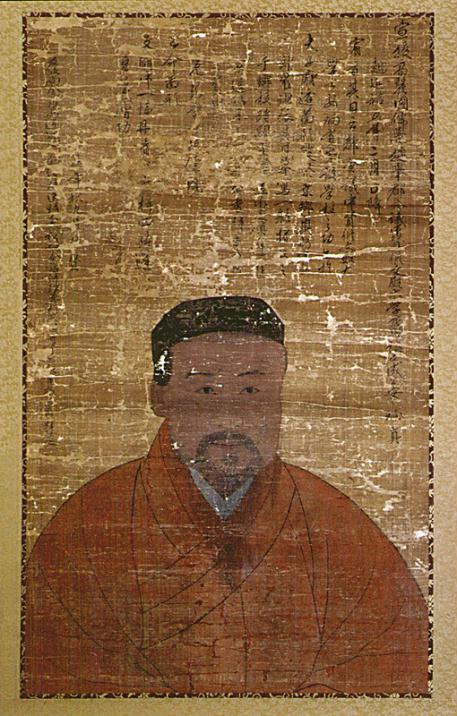
Ahn Hyang, le père du néoconfucianisme coréen

En tant que vassal, le royaume de Koryo a dû payer un tribut considérable à l'empire mongol, en particulier de l'or, de l'argent, des céréales, des femmes et des faucons. L'autorité des Mongols s'appuie alors sur la présence du darughachi à la cour royale et de garnisons dans le  pays. Une grande partie de l'ile de Jeju est transformée en une steppe pour l'élevage des chevaux de la cavalerie, ce qui a contribué à améliorer la race de chevaux locale. En outre, le nord de la Corée est distribué en colonies. 
Cette période est également marquée par l'usage des billets de banque chinois, ainsi que par le recul du bouddhisme au profit du confucianisme, notamment sous l'impulsion du roi Chungnyol (r. 1274-1298 et 1299-1308) et de l'érudit Ahn Hyang (1243-1306) qui se rend plusieurs fois en Chine pour reprendre la nouvelle interprétation des textes selon Zhu Xi et la diffuser ensuite en Corée.
La paupérisation de la population, l'augmentation du nombre d'esclaves et l'accaparement de terres par les clans puissants au détriment des paysans sont d'autres problèmes auxquels le gouvernement fait face par la mise en place de conseils spécifiques.
Le roi Chungson (r. 1308-1313) organise une réforme de l'administration sur le mode de celle des Yuan qui a notamment pour effet de faire perdre leur titre de capitales secondaires aux villes de  Kyongju (capitale de l'Est), Pyongyang (capitale de l'ouest) et Hanyang (capitale du Sud). Dès lors, le souverain et la cour se déplacent nettement plus rarement.
La fin de cette période est notamment marquée par l'établissement en 1352 du Conseil de l'examen des rites et la demande d'interdire les vêtements, les coiffes et les usages mongols pour revenir aux anciens usages locaux. Quelques années plus tard, Choi Mu-seon parvient à soutirer le secret de la fabrication de la poudre à canon que les Yuan gardaient jalousement.